# Northrop F-15 Reporter
El Northrop F-15 Reporter (más tarde RF-61) fue un avión de reconocimiento fotográfico desarmado. Basado en el caza nocturno Northrop P-61 Black Widow, fue el último avión de fotorreconocimiento de motor de pistón diseñado y producido para la Fuerza Aérea de los Estados Unidos. Aunque producido en cantidades limitadas, y con una vida de servicio relativamente corta, las fotografías aéreas del F-15 de la Península Coreana se probarían vitales en 1950, cuando Corea del Norte invadió el sur.

## Desarrollo
El F-15 Reporter fue creado cuando las armas fueron retiradas del experimental XP-61E, la última variante de caza del P-61 Black Widow. Con menos de seis meses de tiempo de vuelo, el primer XP-61E fue devuelto a la oficina de modificaciones de Northrop, donde fue convertido en un avión de reconocimiento fotográfico desarmado. Todas las armas fueron desmontadas, y se le equipó con un nuevo morro, capaz de albergar un surtido de cámaras aéreas. El avión, redesignado XF-15, voló por primera vez el 3 de julio de 1945, con el piloto de pruebas de Northrop L. A. "Slim" Parret a los mandos. Un P-61C-1-NO (número de serie 42-8335) fue también modificado al estándar XF-15, como XF-15A. Aparte de los motores turbo sobrealimentados R-2800-C, era idéntico al XF-15, y voló por primera vez el 17 de octubre de 1945. Por razones desconocidas, Northrop subcontrató el morro del F-15A a la Hughes Tool Company de Culver City, California. El F-15A usó las alas existentes del P-61C (sin los frenos de caza), los motores y las secciones de cola, pero con un fuselaje enteramente nuevo, más aerodinámico, alojando a los dos tripulantes bajo una cubierta de burbuja continua.
Como resultado de los continuos problemas de desarrollo del XF-11 diseñado por Howard Hughes, el personal del Cuartel General de la Fuerza Aérea del Ejército determinó una necesidad inmediata de 320 F-15 Reporter. Incluso antes del primer vuelo del XF-15, se firmó un contrato inicial por 175 aviones, en junio de 1945. Tras las pruebas, se determinó que el F-15 Reporter poseía prestaciones  y características de vuelo similares al problemático XF-11, aparte de que el Reporter estaba propulsado por motores menos potentes, y usaba mayoritariamente piezas ya existentes. Esto significó el fin del desarrollo del XF-11.
El primer F-15A de producción fue aceptado en septiembre de 1946. Sin embargo, el contrato fue abruptamente cancelado en 1947, posiblemente porque las prestaciones del avión estaban siendo rápidamente eclipsadas por los reactores, siendo aceptado el último, de sólo 36 ejemplares, por las Fuerzas Aéreas del Ejército de los Estados Unidos, en abril de aquel año. El último F-15 producido (número de serie 45-59335) fue fabricado como un F-15A-5-NO, que difería principalmente de la versión Block-1 en tener una nueva instalación interna de las cámaras en el morro. Parece ser que este cambio había sido contemplado también para los últimos 20 F-15, pues algunos archivos indican que todos estos fueron realmente redesignados como F-15A-5-NO.

## Diseño
El F-15 tenía un fuselaje central revisado, con el piloto y el operador de cámaras sentados en tándem en una única cubierta de burbuja. El primer XP-61E, desde el que fue convertido el primer XF-15, tenía la cubierta abisagrada lateralmente, mientras que los siguientes XF-15 y los F-15 de producción emplearon una cubierta deslizante. Las seis cámaras del avión estaban emplazadas en un morro alargado, reemplazando las cuatro armas del XP-61E. Los F-15A de producción estaban equipados con los mismos motores turbo sobrealimentados R-2800-73 que el P-61C. El avión tenía un peso al despegue de 14 580 kg y una velocidad máxima de 708 km/h a 10 058 m (33 000 pies). Al final, sólo fueron construidos 36 de los 175 F-15A ordenados, y todos fueron fabricados desde aviones originalmente contratados para ser construidos como P-61C.
El piloto estaba sentado en el frente, con el operador de reconocimiento detrás. El ocupante trasero controlaba las cámaras y la navegación del avión. Sin embargo, el asiento trasero del F-15 fue equipado con rudimentarios controles de vuelo, que hacían posible que el operador de reconocimiento relevara al piloto si era necesario. Ambos miembros de la tripulación estaban entrenados en las tareas de reconocimiento, por lo que podían alternar las posiciones en cada vuelo.

## Historia operacional

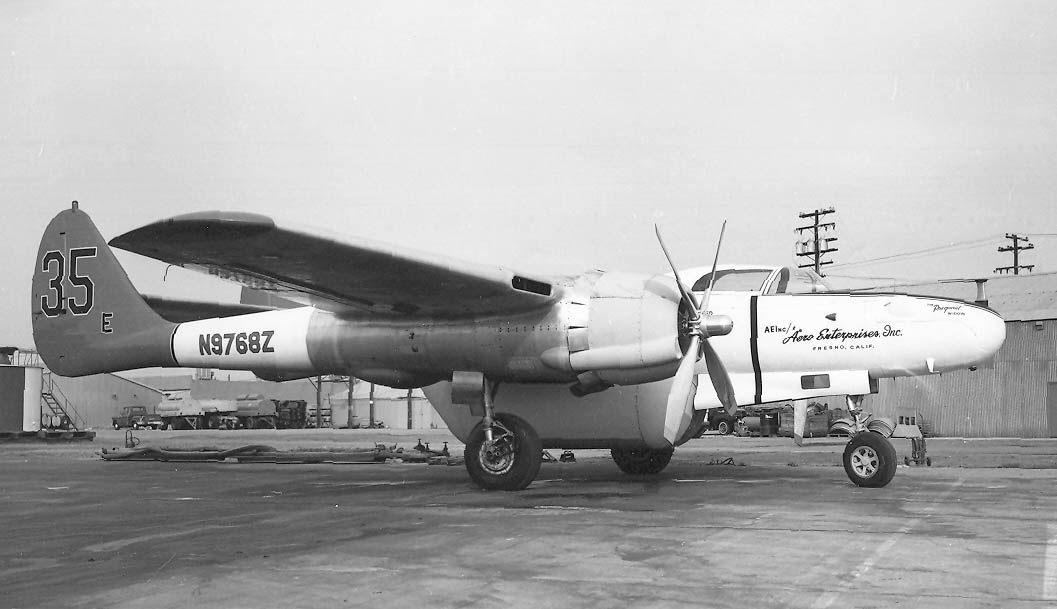
Fresno, California, 1965

De los 36 F-15A producidos, nueve fueron asignados al Mando de Material Aéreo en los Estados Unidos continentales, y los restantes se destinaron a un solo escuadrón, el 8th Photographic Reconnaissance Squadron (PRS), agregado al 35th Fighter Group en Japón. Los cuatro primeros fueron enviados por barco, llegando en marzo de 1947 al Japan Air Material Area (JAMA), Kisarazu, Japón. Su viaje no fue suave, y tres de los cuatro estaban en tan mal estado que fueron usados para piezas de repuesto.
El 8th PRS había estado inoperativo cerca de un año, y se llevó a la fuerza para servir en la ocupación americana de Japón, participando en el Programa de Mapeo Tras las Hostilidades, en el que fueron extensamente fotografiados playas, pueblos, cruces de carreteras y centros culturales de Japón, trabajo que iba a ser realizado por los F-15 en asociación con la variante F-13 del B-29 Superfortress. Bajo el mando del Comandante Benjamin H. Albertson, el 8th dedicó la mayor parte del verano de 1947 a prepararse para sus misiones venideras, ayudando durante junio y julio al JAMA a ensamblar los recién llegados F-15. El capitán Jarvis y el Teniente Heistand fueron los primeros pilotos seleccionados para volar de nuevo el primer par de Reporter a finales de junio. El escuadrón dedicó la mayor parte de julio a probar en vuelo sus nuevas máquinas. Cuatro aviones adicionales llegaron en julio, dando al escuadrón setenta y tres horas de experiencia en el F-15. La primera misión operacional de la unidad también sería volada en julio, con el Capitán Moore a los mandos. El escuadrón perdió su primer F-15 en agosto, cuando un piloto realizó un aterrizaje muy duro. El avión fue dado de baja, pero el piloto sobrevivió. En septiembre, el Teniente Coronel Ben K. Armstrong se convirtió en el oficial al mando del 8th. Finalmente, se alcanzó una fuerza de 16 aviones en octubre, el mismo mes en el que tres aviones y sus tripulaciones fueron enviados a la Itazuke Air Base en la isla japonesa de Kyūshū. El destacamento permaneció allí hasta diciembre de 1947, volando misiones de fotografía aérea de cuatro a siete horas. En enero de 1948, un destacamento de seis F-15 fue enviado a Clark Field en Filipinas para ayudar al 5th Reconnaissance Group. Finalmente otros destacamentos del 8th PRS fueron enviados a Itzake y a la Chitose Air Base por varios períodos de tiempo. El destacamento a la 13th Air Force en las Filipinas se quedaría hasta principios de septiembre, con rotaciones de las tripulaciones cada treinta días.
El mantenimiento fue un problema para las operaciones del F-15 desde el comienzo. En enero de 1948, toda la flota fue inmovilizada en tierra durante diez días a causa del tiempo y a la falta de piezas de repuesto, la mayoría intercambiadores de calor, que se comprobó que se estaban agrietando prematuramente. A causa de la falta de repuestos de los intercambiadores de calor, se tuvieron que obtener de los F-15 almacenados en el JAMA. En febrero de 1948, el problema de las piezas se había hecho tan crítico que el 8th tuvo una media de operatividad de sólo dos aviones. La canibalización, tanto de los aviones dañados como de otros en estado de vuelo, finalmente elevó la operatividad, pero la unidad nunca alcanzaría de nuevo la fuerza de dieciséis aviones operativos, llegando a un máximo de quince sólo una vez, en diciembre de 1948.
En abril de 1948, el Comandante Russell E. Cheever tomó el mando como jefe de escuadrón. En agosto, la unidad fue redesignada 8th Tactical Reconnaissance Squadron (Night Photo). Además, bajo el nuevo sistema de designación de la Fuerza Aérea de los Estados Unidos, el nombre F-15A (la F designando "Fotografía" bajo la clasificación de las Fuerzas Aéreas del Ejército) se convirtió en el RF-61A (R por reconocimiento y F por caza (fighter)). Esto causó confusión inmediatamente, tanto porque el F-15A estaba desarmado y nunca fue considerado un caza, y porque el F-15A ahora era reclasificado como el P-61A por la USAF y en los archivos de los escuadrones (el P-61A ya existía como una variante anterior del "Black Widow" original). La designación RF-61C fue aplicada más tarde, pero en este punto la unidad había vuelto a llamar al avión F-15A, de forma extraoficial, y lo continuaría haciendo la mayoría del tiempo operacional con la máquina.
El final de las operaciones del F-15 llegó el 25 de marzo de 1949, cuando el 8th TRS (NP) fue transferido a la Yokota Air Base, menos su equipo y personal. Allí se convirtió en el 82d Tactical Reconnaissance Squadron. El 1 de abril, el 82nd, que ahora consistía en el antiguo personal del 8th y sus F-15, fue desactivado y todos los F-15 fueron asignados al 35th Maintenance Squadron en la Johnson Air Base para chatarra u otra disposición.
De los nueve F-15A asignados al Mando de Material Aéreo, varios fueron operados por poco tiempo por la Pennsylvania Air National Guard desde su base en Harrisburg, Pennsylvania, antes de que también fueran desguazados.

### Mapeo de Corea
Durante su vida operacional, los F-15A, operando mayormente desde bases en Japón, fueron responsables de la mayoría de los mapas aéreos de Corea del Norte usados al comienzo de la Guerra de Corea. Estas fotografías se probaron extremadamente valiosas, y no fue hasta la llegada de los F7F-3P de fotorreconocimiento de los Marines a finales de los años 50, que se pudieron realizar fotografías adicionales de la península, y entonces sólo bajo constante amenaza de MiG norcoreanos agresores.

### Uso civil
Algunos F-15A supervivientes fueron ofrecidos a agencias gubernamentales civiles, o declarados como excedente y ofrecidos a la venta en el mercado comercial.
Un F-15A (s/n 45-59300) fue usado por el NACA en Moffett Field, California, para probar algunos diseños pioneros de ala en flecha, lanzando cuerpos aerodinámicos recuperables de pruebas desde gran altitud. A este programa se unió más tarde el F-61C con el número de serie 43-8330, prestado por el Instituto Smithsoniano mientras durasen las pruebas. Estos lanzamientos se llevaron a cabo sobre la Edwards Air Force Base en el Desierto de Mojave, California.

### Último vuelo
Sorprendentemente, el último ejemplar en vuelo de toda la línea de P-61 fue un raro F-15A Reporter (RF-61C) (s/n 45-59300), el primer modelo de Reporter de producción en ser construido. El avión fue completado el 15 de mayo de 1946, y sirvió con las USAAF y más tarde con la Fuerza Aérea de los Estados Unidos hasta el 6 de febrero de 1948, cuando fue reasignado al Ames Aeronautical Laboratory en Moffett Field, California. Allí fue configurado para servir como vehículo de lanzamiento de modelos a escala lanzables de aviones experimentales. Sirvió en esta capacidad hasta 1953, cuando fue reemplazado por un gigantesco túnel de viento usado para las mismas pruebas. En abril de 1955, el F-15 fue declarado como excedente junto con un F-61C (s/n 43-8357) "para repuestos". El F-15 fue vendido, junto con el F-61 en piezas, a Steward-Davis Incorporated de Gardena (California), y se le dio la matrícula civil N5093V. Incapaz de vender el F-61C, Steward-Davis lo desguazó en 1957. Steward-Davis realizó varias modificaciones en el Reporter para hacerlo apto para trabajos de inspección aérea, incluyendo el cambio a una cubierta tomada de un T-33, y las hélices tomadas de un anterior P-61. El avión fue vendido en septiembre de 1956 a la Compañía Mexicana Aerofoto S. A. de México Capital y se le asignó la matrícula mexicana XB-FUJ. En México, el Reporter fue usado para trabajos de inspección aérea, la tarea para la que había sido diseñado originalmente. Fue comprado por Aero Enterprises Inc. de Willets, California, y volvió a los Estados Unidos en enero de 1964 llevando el número de matrícula civil N9768Z. Se retiraron el depósito del fuselaje y los radiadores de los turbocompresores; y el avión fue equipado con un depósito químico de 6056 l para extinción de incendios. Fue adquirido por Cal-Nat de Fresno, California, a finales de 1964, que lo operó como avión contraincendios los siguientes tres años y medio. En marzo de 1968, el F-15 fue comprado por TBM, Inc., una compañía de contraincendios aérea localizada en Tulare (California) (el nombre de la compañía representaba al TBM Avenger, su primer equipamiento), que realizó modificaciones adicionales en el avión para mejorar sus prestaciones, incluyendo el experimentar con varios tipos de hélices antes de decidirse por hélices Curtiss Electric tipo 34 tomadas de un modelo tardío del Lockheed Constellation.
El 6 de septiembre de 1968, Ralph Ponte, uno de los tres pilotos civiles que poseían certificación para el F-15, estaba realizando una serie de lanzamientos rutinarios de Phos-Chek sobre un violento fuego cerca de Hollister, California. En un esfuerzo por reducir el tiempo de vuelta, Ponte optó por recargar en un pequeño aeródromo más cerca del fuego. La pista era más corta que la de Fresno, y a pesar de que Ponte redujo su carga, el aire caliente del cercano fuego redujo la presión del aire circundante y produjo el sobrepeso del avión. Incluso a plena potencia, el Reporter no había rotado tras pasar la línea de 3500 pies (1067 m), y Ponte rápidamente decidió abortar su despegue. Hizo todo lo posible para controlar la veloz nave, pero el Reporter se salió de la pista y atravesó un huerto, antes de golpear un terraplén que arrancó el tren de aterrizaje. El avión luego se deslizó de lado, se hizo pedazos y se incendió. Ponte trepó ileso por la destrozada cubierta, mientras que un TBM Avenger contraincendios lanzó su carga de Phos-Chek sobre los motores del avión, posiblemente salvando la vida de Ponte. El F-15, aunque intacto, fue considerado demasiado dañado para ser reconstruido, y pronto fue desguazado, poniendo fin a la carrera de uno de los más exitosos diseños de Northrop.

## Variantes

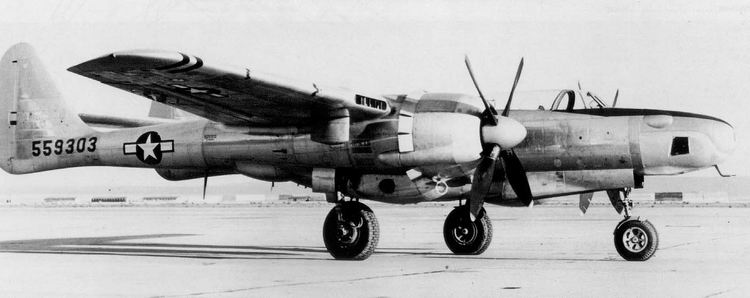
F-15A Reporter.

XF-15
El primer prototipo, convertido desde el primer XP-61E.
XF-15A
El segundo prototipo, convertido desde un P-61C (número 43-8335).
F-15A Reporter
Variante de fotorreconocimiento con un nuevo fuselaje central con el piloto y el operador de cámaras sentados en tándem bajo una única cúpula de burbuja, y seis cámaras en el lugar del radar en el morro. Equipado con los mismos motores R-2800-73 turbosobrealimentados que el P-61C. La aeronave tenía un peso al despegue de 32 145 lb (14 580 kg) y una velocidad máxima de 440 mph (708 km/h). Sólo 36 F-15 de los 175 ordenados fueron construidos antes del fin de la guerra. Después de la formación de la Fuerza Aérea de los Estados Unidos en 1947, el F-15A fue redesignado RF-61C. Los F-15A fueron responsables de la mayoría de los mapas aéreos de Corea del Norte] utilizados en el inicio de la Guerra de Corea.
RF-61C Reporter
Designación de la USAF para el F-15A de 1948 en adelante.

## Operadores
Referencia: virgin-widow.com
 Estados Unidos
- Fuerza Aérea de los Estados Unidos
  - Alaskan Air Command
    - 449th Fighter Squadron (All Weather). Formado con equipo y personal del 415th Night Fighter Squadron en Adak Air Field, Islas Aleutianas, Alaska el 1 de septiembre de 1947. Más tarde reequipado con el F-82 Twin Mustang a mediados de 1948.
    - 8th Photographic Reconnaissance Squadron. Voló F-15A (RF-61C) Reporter (1947-1949) desde la Johnson AB, Japón. Los aviones fueron reasignados al 82d Tactical Reconnaissance Squadron hasta que fue desactivado el 1 de abril de 1949.

  - Continental Air Forces
    - 57th Reconnaissance Squadron y 58th Reconnaissance Squadron. Realizaron entrenamiento en Reconocimiento Atmosférico en la Rapid City AAF, Dakota del Sur (julio de 1945-enero de 1946).

## Especificaciones (P-61B-20-NO)
Referencia datos: Jane’s Fighting Aircraft of World War II, y Northrop P-61 Black Widow.

### Características generales
- Tripulación: Dos-tres (piloto, operador de radar, artillero opcional)
- Capacidad: Seis pasajeros
- Longitud: 15,1 m (49,6 ft)
- Envergadura: 20,1 m (66 ft)
- Altura: 4,5 m (14,7 ft)
- Superficie alar: 61,5 m² (662,3 ft²)
- Peso vacío: 10 637 kg (23 443,9 lb)
- Peso cargado: 13 471 kg (29 690,1 lb)
- Peso máximo al despegue: 16 420 kg (36 189,7 lb)
- Planta motriz: 2× motor radial de 18 cilindros en dos filas refrigerado por aire Pratt & Whitney R-2800-65W Double Wasp.
  - Potencia: 1680 kW (2316 HP; 2285 CV) cada uno.
- Hélices: 1× Curtiss Electric de cuatro palas por motor.
- Diámetro de la hélice: 3,72 m

### Rendimiento
- Velocidad máxima operativa (Vno): 708 km/h (440 MPH; 382 kt) a 33 000 pies
- Alcance: 982 km (530 nmi; 610 mi)
- Alcance en ferry: 3060 km
- Techo de vuelo: 10 600 m (34 777 ft)
- Régimen de ascenso: 12,9 m/s (2539 ft/min)
- Carga alar: 219 kg/m² (44,9 lb/ft²)
- Potencia/peso: 25 W/kg (0,15 hp/lb)
- Tiempo a altitud: 12 min a 20 000 pies (6100 m) (1667 fpm).

## Aeronaves relacionadas

### Desarrollos relacionados
- Northrop P-61 Black Widow

### Aeronaves similares
- Grumman F7F-3P Tigercat
- Hughes XF-11
- Lockheed F-4/F-5 Lightning

### Secuencias de designación
- Secuencia F-_ (Aviones de Reconocimiento del USAAC/USAAF/USAF (Prefijo F-), 1930-1948): ← F-12 - F-13 - F-14 - F-15